# Paix de Fexhe

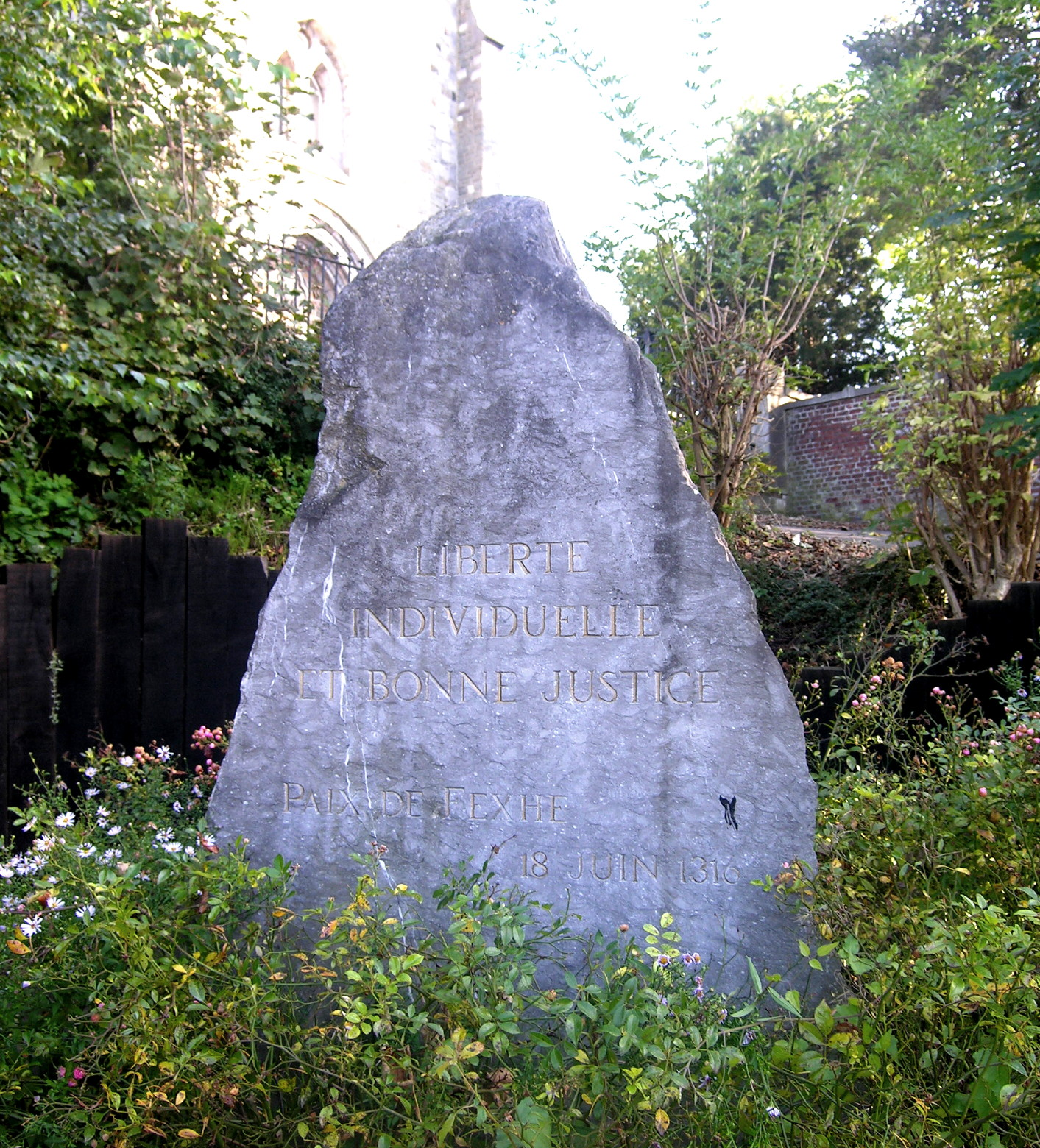
Pierre commémorative à Fexhe
avec l'inscription
Liberté individuelle et bonne justice

La paix de Fexhe, signée le 18 juin 1316 à Fexhe-le-Haut-Clocher, introduit un esprit démocratique dans l’administration de la principauté de Liège et de sa capitale, Liège. Elle est la reconnaissance formelle et légale du partage du gouvernement entre le prince et le pays.
Le prince-évêque de Liège, Adolphe de La Marck, est l'un des signataires de la paix de Fexhe. La paix de Fexhe est le document le plus célèbre de l’histoire du pays de Liège où elle prend la même place que la Magna Carta dans l'histoire d'Angleterre. 

## Description
Elle énonce trois grands principes qui formeront jusqu'en 1795 les bases du droit public liégeois et des libertés politiques par la mise en place de différentes mesures de protections des citoyens comme la suppression des jugements arbitraires, la prestation de serment imposée aux magistrats, la création d’une véritable représentation du pays en instaurant à côté du pouvoir exécutif un pouvoir législatif, émanation des différentes classes de la population.
1. Les franchises des villes ne peuvent être abolies que de l'accord commun du prince-évêque et des groupes sociaux qui en bénéficient ;
2. Chacun doit être jugé conformément à la loi, « par jugement des échevins et des hommes » : il ne peut y avoir de tribunaux d'exception émanant de la justice du prince-évêque ;
3. Le droit ne peut être révisé que par accord entre le prince-évêque, le chapitre de Saint-Lambert, les chevaliers et les mandataires des Bonnes villes.

On en retire deux dispositions essentielles :
- La première veut que le pouvoir législatif appartienne au Sens du Pays, c’est-à-dire une assemblée où siégeaient le prince-évêque et des représentants des trois états (noblesse, clergé et bourgeoisie). La mission première de cette assemblée était d’interpréter le droit coutumier et, le cas échéant, d’amender les lois.
- La seconde garantit la liberté individuelle et instaure une bonne justice.

De plus, la paix de Fexhe, scellée par les représentants de tous les pouvoirs publics de la principauté, des communautés voisines et de toutes les communes rurales, revêt le caractère d’une paix publique nationale et non plus locale. Cette paix prend l’aspect d’une vraie charte constitutionnelle.
Le projet de décret instituant une Constitution wallonne fait référence en commençant à la paix de Fexhe.

## Devise de la paix de Fexhe
Lecteur, apprécie tes libertés à leurs justes valeurs, mais souviens-toi que la liberté des uns s’arrête où commence celle des autres

## Affichage
Si un Liégeois voulait relire la paix de Fexhe, elle était consignée dans un cartulaire des lois et coutumes conservé dans le creux d'un des piliers de la cathédrale Saint-Lambert de Liège.